# Aggies de New Mexico State
Les Aggies de New Mexico State (en anglais : New Mexico State Aggies) sont un club omnisports universitaire regroupant les 29 équipes sportives féminines ou masculines qui représentent l'Université d'État du Nouveau-Mexique à Las Cruces dans l'État du Nouveau-Mexique aux États-Unis.
Les équipes des Aggies participent aux compétitions universitaires organisées par la National Collegiate Athletic Association. New Mexico State joue actuellement dans la Conference USA, qu'il a rejointe en juillet 2023. Avant cela, il était membre de la Western Athletic Conference pour la plupart des sports, le programme de football américain jouant en tant qu'indépendant
La mascotte de l'université est « Pistol Pete (en) ».
La présente page est principalement dédiée au traitement du football américain au sein de l'université, son équipe détenant un triste record sa dernière participation à un bowl remonte à 1960 à l'occasion du Sun Bowl.

## Historique des conférences
Les équipes sportives de l'université ont été membres des conférences suivantes :
- Border Conference (en) : 1931-1961
- Indépendants : 1962-1970
- Missouri Valley : 1971-1982
- Big West (anciennement Pacific Coast Athletic Association) : 1983-2000
- Sun Belt : 2001-2004
- Western Athletic Conference : 2005-2023
- Conference USA : 2023-

Depuis la saison 2013, le programme de football américain a été membre des conférences suivantes :
- Indépendants : 2013
- Sun Belt : 2014–2017
- Indépendants : 2018-2022
- Conference USA : 2023-

## Traditions

### Origine du surnom
Le surnom « Aggies » trouve son origine dans le fait que l'université possède des racines agricoles, celle-ci ayant le statut de Land-grant university. En effet, l'université a été dénommée New Mexico A&M jusqu'en 1959 avant d'être rebaptisée New Mexico State en 1960.
Avant 2000, ses équipes sportives féminines étaient désignées sous le nom de « Roadrunners ». À la fin des années 1990, l'université a estimé qu'il était préférable de ne conserver qu'un seul surnom pour toutes ses équipes sportives et pendant l'année scolaire 1999-2000, les étudiantes athlètes de l'université ont voté pour adopter le surnom d'« Aggies ». Il a été officialisé par l'université pour toutes ses équipes sportives au début de l'année universitaire 2000–2001.

### Mascotte et logo

Logo « Lasso Larry ».

La mascotte de l'université est « Pistol Pete (en) ».
Pendant de nombreuses années, le logo des équipes sportives de NMSU était une caricature d'un tireur dénommé Frank « Pistol Pete » Eaton, caricature identique au logo utilisé par Oklahoma State. Le bloc de lettres « NM STATE » est ajouté à la fin des années 1990 et devient le logo officiel des programmes sportifs des « Aggies » (équipes masculines) et des « Roadrunners » (équipes féminines).
Ce logo est modifié en 2005 dans le cadre d'un plan visant à améliorer l'image de l'université sur la scène nationale : les revolvers de « Pete » sont remplacés par un lasso. Son nom est raccourci et ne reprend plus que le terme « Pete ».
En plus du nouveau logo, la mascotte costumée présente lors des matchs fait également peau neuve : il perd ses revolvers six coups et son ceinturon, le tout étant remplacé par un lasso.
Le désarmement de « Pete » conduit à un tollé massif parmi les étudiants qui exigent le retour de ses armes. Le surnom ironique donné par ces étudiants à la nouvelle mascotte, qui n'était pas très populaire, était « Lasso Larry ».
Après un an, l'université décide de changer la mascotte en faveur d'un véritable étudiant vêtu d'une tenue traditionnelle de cow-boy. Cet étudiant est équipé d'un ceinturon avec deux revolvers six coups et d'un chapeau de cow-boy noir sur la tête. Il n'a plus de lasso. Le nom « Pistol Pete » est réhabilité.
L'université modifie définitivement le logo « Lasso Larry » en 2007 : « Pistol Pete » brandit à nouveau ses revolvers étant débarrassé de son lasso et redevient ainsi le logo officiel de NMSU.

### Fight Song
L'hymne des Aggies dénommé « Mumblin’, Stumblin’ Aggies » est basé sur une chanson populaire du début du siècle intitulée "« Oh Didn't He Ramble »". La musique et les paroles sont similaires aux chansons utilisées par plusieurs autres universités, notamment celles de Californie (« California Drinking Song ») et d'Ohio State (« I Wanna Go Back to Ohio State »). Les paroles initiales de la chanson ont suscité une certaine controverse ces dernières années en raison de la référence à l'alcool. Néanmoins, la grande majorité d'étudiants et d'anciens élèves ont soutenu la conservation des paroles traditionnelles.
À l'époque où les équipes féminines du NMSU étaient connues sous le nom de « Roadrunners », une version non officielle de la chanson a été utilisée par les équipes féminines. Elle avait pour thème le dessin animé « Road Runner » de la Warner Bros. Cependant, depuis l'adoption du surnom des Aggies par les équipes féminines, cette pratique est tombée en désuétude et la chanson "Road Runner" n'est plus utilisée.
| « Aggies, Oh Aggies ! The hills send back the cry, We're here to do or die ! Aggies, Oh Aggies ! We'll win this game or know the reason why ! And when we win this game, We'll buy a keg of booze, And we'll drink it to the Aggies 'til we wobble in our shoes ! A---G---G---I---E---S--! AGGIES ! AGGIES ! GO AGGIES ! » |

## Sports représentés
| Hommes (6)                                  | Femmes (8)        |
| ------------------------------------------- | ----------------- |
| Baseball                                    | Athlétisme †      |
| Basketball                                  | Basketball        |
| Cross country                               | Cross country     |
| Football américain                          | Football (soccer) |
| Golf                                        | Golf              |
|                                             | Natation/Plongeon |
|                                             | Softball          |
| Tennis                                      | Volley-ball       |
| † – Athlétisme en salle et/ou en plein air. |                   |

## Football américain

### Descriptif en début de saison 2024
- Couleurs :   (Crimson et blanc)
- Dirigeants :
  - Directeur sportif : Mario Moccia (en)
  - Entraîneur principal : Tony Sanchez (en), 1re saison, bilan : 0 - 0 (0,0 %)
- Stade
  - Nom : Aggie Memorial Stadium
  - Capacité : 30 343
  - Surface de jeu : pelouse artificielle (Artificial Turf)
  - Lieu : Las Cruces, Nouveau-Mexique
- Conférence :
  - Actuelle : Conference USA (depuis 2023)
  - Ancienne :
    - Border Conference (en) (1931–1961)
    - Missouri Valley Conference (1971–1982)
    - Big West Conference (1983–2000)
    - Sun Belt Conference (2001–2004)
    - Western Athletic Conference (2005–2012)
    - Sun Belt Conference (2014–2017)
    - Indépendants (2018–2022)
- Internet :
  - Nom site Web : nmstatesports.com
  - URL : https://nmstatesports.com/sports/football
- Bilan des matchs :
  - Victoires : 455 (40,7 %)
  - Défaites : 671
  - Nuls : 30
- Bilan des Bowls :
  - Victoires : 4 (75,0 %)
  - Défaites : 1
  - Nuls : 1
- College Football Playoff : -
- Titres :
  - Titres nationaux : 0
  - Titres de conférence : 4 (1938, 1960, 1976, 1978)
  - Titres de division : 0
- Joueurs :
  - Meilleures statistiques individuelles de l'histoire des Aggies (en).
  - Vainqueurs du Trophée Heisman : 0
  - Sélectionnés All-American : 0
- Hymne : Aggie Fight Song
- Mascotte : Pistol Pete
- Fanfare : The "PRIDE" of New Mexico
- Rivalités :
  - Lobos du Nouveau-Mexique représentants l'Université du Nouveau-Mexique
  - Miners de l'UTEP représentants l'Université du Texas à El Paso

### Histoire
À la suite de la pandémie de Covid-19, l'université a décidé d'annuler les matchs de la saison 2020.

### Historique des stades
- Miller Field (1893–1932)
- Quesenberry Field (1933–1949)
- Memorial Stadium (1950–1977)
- Aggie Memorial Stadium (depuis 1978)

### Palmarès
New Mexico State a remporté 4 titres de conférence.
Résultats saison par saison des Aggies de New Mexico State en football américain (en)
| Saison | Conférence                 | Entraîneur             | Bilan global | Bilan de conférence |
| ------ | -------------------------- | ---------------------- | ------------ | ------------------- |
| 1938   | Border Conference (en)     | Jerry Hines (en)       | 7–2          | 4–1                 |
| 1960   | Border Conference (en)     | Warren B. Woodson (en) | 11–0         | 4–0                 |
| 1976   | Missouri Valley Conference | Jim Bradley (en)       | 4–6–1        | 2–1–1               |
| 1978   | Missouri Valley Conference | Gil Krueger (en)       | 6–5          | 5–1                 |

### Bowls
New Mexico State a participé à 6 bowls universitaires (4 victoires, 1 défaite, 1 nul).
Après une disette de 57 saisons sans bowl, les Aggies ont enfin pu disputer un bowl universitaire lors de la saison 2017.
| Saison | Entraîneur        | Bowl                 | Adversaire                  | Résultat  |
| ------ | ----------------- | -------------------- | --------------------------- | --------- |
| 1935   | Jerry Hines       | Sun Bowl 1936        | Cowboys de Hardin–Simmons   | N, 14–14  |
| 1959   | Warren B. Woodson | Sun Bowl 1959        | Eagles de North Texas State | G, 28–8   |
| 1960   | Warren B. Woodson | Sun Bowl 1960        | Aggies d'Utah State         | G, 20–13  |
| 2017   | Doug Martin       | Arizona Bowl 2017    | Aggies d'Utah State         | G, 26ET20 |
| 2022   | Jerry Kill        | Quick Lane Bowl 2022 | Falcons de Bowling Green    | G, 24–19  |
| 2023   | Jerry Kill        | New Mexico Bowl 2023 | Bulldogs de Fresno State    | P, 10-37  |

### Entraîneurs
Les Aggies ont connu 36 entraîneurs en 128 années d'existence :
| Saison(s) | Entraîneur                 | Bilan    | Bilan      | Bilan |
| --------- | -------------------------- | -------- | ---------- | ----- |
| Saison(s) | Entraîneur                 | Global   | Conférence | %     |
| 1893      | W. M. Clutte               | 1-1      | -          | 50,0  |
| 1884      | Alfred Holt (en)           | 2-0      | -          | 100,0 |
| 1895-1986 | Pas d'entraîneur           | 1-3      | -          | 25,0  |
| 1897-1898 | Charles M. Barber          | 3-1-1    | -          | 60,0  |
| 1899      | John O. Miller             | 1-0      | -          | 100   |
| 1900      | William A. Sutherland (en) | 3-3-1    | -          | 42,9  |
| 1901-1907 | John O. Miller             | 18-4-5   | -          | 66,7  |
| 1908      | William G. Hummell (en)    | 4-2      | -          | 66,6  |
| 1909      | J. H. Squires              | 1-3-1    | -          | 20,0  |
| 1910-1913 | Art Badenoch (en)          | 22-3-1   | -          | 84,6  |
| 1914-1916 | Clarence W. Russell (en)   | 11-8-2   | -          | 52,4  |
| 1917      | John G. Griffith (en)      | 4-2      | -          | 66,7  |
| 1919      | Anthony Savage (en)        | 2-3-1    | -          | 33,3  |
| 1920-1922 | Dutch Bergman (en)         | 15-5-1   | -          | 71,4  |
| 1923-1925 | R. R. Brown (en)           | 21-06-1  | -          | 75,0  |
| 1926      | Arthur Burkholder (en)     | 5-3-1    | -          | 55,6  |
| 1927-1928 | Ted Coffman (en)           | 8-10     | -          | 44,4  |
| 1929-1939 | Jerry Hines (en)           | 54-36-10 | 18-18-4    | 56,0  |
| 1940-1942 | Julius H. Johnston (en)    | 6-21     | 1-16       | 22,2  |
| 1943      | Maurice Moulder (en)       | 4-0      | -          | 100,0 |
| 1946-1947 | Raymond A. Curfman (en)    | 8-11     | 2-8        | 41,2  |
| 1948-1950 | Vaughn Corley (en)         | 9-20     | 2-12       | 31,3  |
| 1951-1952 | Joseph T. Coleman (en)     | 3-15-1   | 2-6-1      | 15,8  |
| 1953-1954 | James Patton (en)          | 2-16     | 1-8        | 11,1  |
| 1955-1957 | Tony Cavallo (en)          | 7-23     | 0-12       | 23,3  |
| 1958-1967 | Warren B. Woodson (en)     | 63-36-3  | 9-6        | 61,8  |
| 1968-1972 | Jim Wood (en)              | 21-20-1  | 1-3        | 50,0  |
| 1973-1977 | Jim Bradley (en)           | 23-31-1  | 12-10-1    | 41,8  |
| 1978-1982 | Gil Krueger (en)           | 17-37-1  | 9-19-1     | 30,9  |
| 1983-1985 | Fred Zechman (en)          | 9-24     | 4-14       | 37,5  |
| 1986-1989 | Mike Knoll (en)            | 4-40     | 1-27       | 9,0   |
| 1990-1996 | Jim Hess (en)              | 22-55    | 15-32      | 28,6  |
| 1997-2004 | Tony Samuel (en)           | 34-57    | 20-26      | 37,4  |
| 2005-2008 | Hal Mumme (en)             | 11-38    | 4-28       | 22,9  |
| 2009-2012 | DeWayne Walker (en)        | 10-40    | 4-25       | 20,0  |
| 2013-2021 | Doug Martin (en)           | 25-74    | 10-22      | 25,8  |
| 2022-2023 | Jerry Kill (en)            | 17-11    | 7-1        | 60,7  |
| dès 2024  | Tony Sanchez (en)          |          | -          |       |

### Rivalités
| Équipe rivale            | Surnom de la rivalité                     | Trophée de la rivalité                                                 | Bilan des Aggies | Bilan des Aggies | Bilan des Aggies | Bilan des Aggies | Bilan des Aggies | Premier match | Dernier match |
| ------------------------ | ----------------------------------------- | ---------------------------------------------------------------------- | ---------------- | ---------------- | ---------------- | ---------------- | ---------------- | ------------- | ------------- |
| Équipe rivale            | Surnom de la rivalité                     | Trophée de la rivalité                                                 | Nb.              | V.               | D.               | N.               | %                | Premier match | Dernier match |
| Lobos du Nouveau-Mexique | Rio Grande rivalry (en) ou Battle of I-25 | Maloof Trophy (1993-2000)                                              | 112              | 34               | 73               | 5                | 30,3             | 1894          | 2022          |
| Miners de l'UTEP         | Battle of I-10 (en)                       | Silver Spade (depuis 1955) Major's Cup ou Brass Spittoon (depuis 1982) | 99               | 38               | 59               | 2                | 38,4             | 1914          | 2022          |

#### New Mexico
Le surnom de cette rivalité est due au fait que les deux villes du Nouveau-Mexique, Albuquerque et Las Cruces, sont reliées par l'autoroute Interstate-25 et ne sont distantes que de 250 milles (402 km).
Le trophée dénommé Maloof Trophy a été mis en jeu entre 1993 et 2000.
Le premier match de rivalité a eu lieu en 1894 (victoire de New Mexico 18-6).Les deux équipes se sont affrontées depuis la saison 1919 chaque année à l'exception des saisons 1943, 1944 et 1945 à la suite de la seconde guerre mondiale. New Mexico State ayant décidé d'annuler sa saison 2020 à la suite de la pandémie de Covid-19, le match de rivalité n'aura pas lieu en 2020.
La plus lare victoire est à l'actif de New Mexico State en 1917 (110-3). La plus longue série de victoires consécutives (18) a été réalisée par New Mexico entre 1938 et 1958.
En fin de saison 2022, New Mexico mène la série avec 73 victoires pour 34 à New Mexico State et 5 nuls.

#### UTEP Miners
Le surnom de cette rivalité est due au fait que les deux villes (Las Cruces au Nouveau-Mexique et El Paso au Texas sont reliées par l'autoroute Interstate 10 et ne sont distantes que de 45 milles (72 km).
Le match met en jeux deux trophées qui sont conservés par l'équipe victorieuse jusqu'au prochain match de rivalité :
- le Silver Spade, réplique d'une ancienne pelle de prospecteur trouvée dans une mine abandonnée dans les montagnes d'Organ près de Las Cruces (depuis la saison 1955) ;
- le Mayor'Cup communément surnommé le Brass Spittoon, un crachoir de bar en laiton (depuis la saison 1982).

La rivalité a débuté en 1914. Les équipes se rencontrent chaque année (à l'exception des saisons 1943 à 1945 à la suite de la seconde guerre mondiale et des saisons 2001 et 2003). À la suite de la pandémie de Covid-19, le match de 2020 a été annulé, New Mexico State ayant décidé d'annuler tous ses matchs en 2020.
La plus large victoire est à l'actif de l'UTEP (dénommée à l'époque Texas M&M) en 1948 (victoire 92 à 7). La plus longue série de victoires consécutives (8) a été réalisée par UTEP entre 2009 et 2016, celle de New Mexico State (dénommée à l'époque New Mexico A&M) étant limitée a 5 victoires entre 1920 et 1924.
En fin de saison 2022, UTEP mène la série avec 59 victoires pour 38 à New Mexico State et 2 nuls.

## Palmarès autres sports
- Baseball :
  - Participations au tournoi final national de NCAA : 2002, 2003, 2012, 2018, 2022
  - Palmarès en Big West Conference :
    - Champions du tournoi final de conférence : 2002

  - Palmarès en Western Athletic Conference :
    - Champions du tournoi final de conférence : 2018, 2022
    - Champions de la saison régulière : 2012, 2019
- Basket-ball masculin (~= résultats annulés par la NCAA) :
  - Participations aux 1/2 finales du tournoi final national NCAA (Elite 4) : 1970
  - Participations aux 1/4 de finale du tournoi final national NCAA (Elite 8) : 1970
  - Participations aux 1/8 de finale du tournoi final national NCAA (Elite 16) : 1952, 1968, 1969, 1970, 1992~
  - Participations au tournoi final national de NCAA : 1952, 1959, 1960, 1967, 1968, 1969, 1970, 1971, 1975, 1979, 1990, 1991, 1992*, 1993*, 1994*, 1999, 2007, 2010, 2012, 2013, 2014, 2015, 2017, 2018, 2019, 2022
  - Palmarès en Big West Conference :
    - Champions du tournoi final de conférence : 1992, 1994, 1999
    - Champions de saison régulière en conférence : 1990, 1993, 1994, 1997*, 1999
    - Champions de la division East : 1997*, 1999

  - Palmarès en Border Conference :
    - Champions de saison régulière en conférence : 1937, 1938, 1939, 1940, 1952, 1959, 1960

  - Palmarès en Missouri Valley Conference :
    - Champions de saison régulière en conférence : 1977

  - Palmarès en Sun Belt Conference :
    - Champions de la division West : 2002

  - Palmarès en Western Athletic Conference :
    - Champions du tournoi final de conférence : 2007, 2010, 2012, 2013, 2014, 2015, 2017, 2018, 2019, 2022
    - Champions de saison régulière en conférence : 2008, 2015, 2016, 2018, 2019, 2020, 2022
- Basket-ball féminin :
  - Participations au tournoi final national de NCAA : 1987, 1988, 2015, 2016, 2017, 2019
  - Participations au second tour du tournoi national NCAA : 1988
  - Palmarès en Big West Conference :
    - Championnes de la saison régulière : 1995

  - Palmarès en High Country Athletic Conference :
    - Championnes de la saison régulière : 1987, 1988

  - Palmarès en Sun Belt Conference :
    - Championnes de la division West : 2003

  - Palmarès en Western Athletic Conference :
    - Championnes du tournoi final : 2015, 2016, 2017, 2019
    - Championnes de la saison régulière : 2015, 2016, 2017, 2019
- Golf masculin par équipe (^ signifie titre partagé) :
  - Champions de la Missouri Valley Conference (5) : 1973, 1976, 1980–81, 1983
  - Champions de la Big West Conference (3) : 1987^, 1995, 2000^
  - Champions de la Sun Belt Conference (1) : 2004
  - Champions de la Western Athletic Conference (8) : 2006, 2008–11, 2013–15
- Soccer féminin :
  - Participations au tournoi final national de NCAA : 2022
  - Palmarès en Western Athletic Conference :
    - Championnes du tournoi final : 2022
    - Championnes de saison régulière en conférence : 2022

  - Palmarès en Conference USA :
    - Championnes de saison régulière en conférence : 2023